# Limoneta
Limoneta là một chi nhện trong họ Linyphiidae.